# قلعه سریزد
دژ سریزد مربوط به دوره ساسانیان است و در شهرستان مهریز، روستای سریزد واقع شده و این اثر در تاریخ ۲۷ خرداد ۱۳۵۴ با شمارهٔ ثبت ۱۰۸۴ به‌عنوان یکی از آثار ملی ایران به ثبت رسیده‌است.
قدمت قلعه سریزد به حکومت ساسانیان می‌رسد. این قلعه در قدیم کاربرد نظامی نداشته و از آن به عنوان  سازه‌ای مستحکم برای ذخیره‌سازی غلات و مواد غذایی استفاده می‌شده‌ است. علاوه بر غلات، روستاییان نیز در مواقع هجوم و غارت، پول، طلا و زیورآلات خود را در این قلعه نگهداری می‌کرده‌اند. گرداگرد این سازه، خندقی به عرض تقریبی ۶ متر و عمق تقریبی ۳ تا ۴ متر وجود دارد که اولین لایه دفاعی قلعه محسوب می‌شده‌است. علاوه بر آن، این قلعه دارای دو دیوار متحدالمرکز تودر تو با برج و باروهایی بلند است که توسط خندق محصور شده‌است.
همچنین قلعه دارای دو دروازه بوده که یکی به عنوان دروازه اصلی و دیگری به عنوان دروازه پشتیبان محسوب می‌شده‌است. دروازه اصلی متحرک بوده و به وسیله طناب و قرقره‌هایی از سمت پایین به بالا باز و بسته می‌شده‌است. زمانی که دروازه اصلی توسط دشمن شکسته می‌شد و دشمن به درون قلعه راه می‌یافت، دروازه دوم قلعه بسته می‌شد.
در داخل قلعه اتاق‌های فراوانی وجود داشت که هر کدام دارای درب و کلید مجزا بود و از آن برای نگهداری و ذخیره‌سازی اشیاء گران بهاء مانند: طلا، پول، جواهرات و حتی غلات استفاده می‌شد.
قلعه یک حلقه چاه در خیابان اصلی دارد. زمانی که قلعه سریزد توسط دشمن تسخیر می‌شد، از چاه به‌عنوان مخفیگاه زنان و کودکان استفاده می‌شد. همچنین از آب چاه برای شستشو استفاده می‌کردند.

## نگارخانه

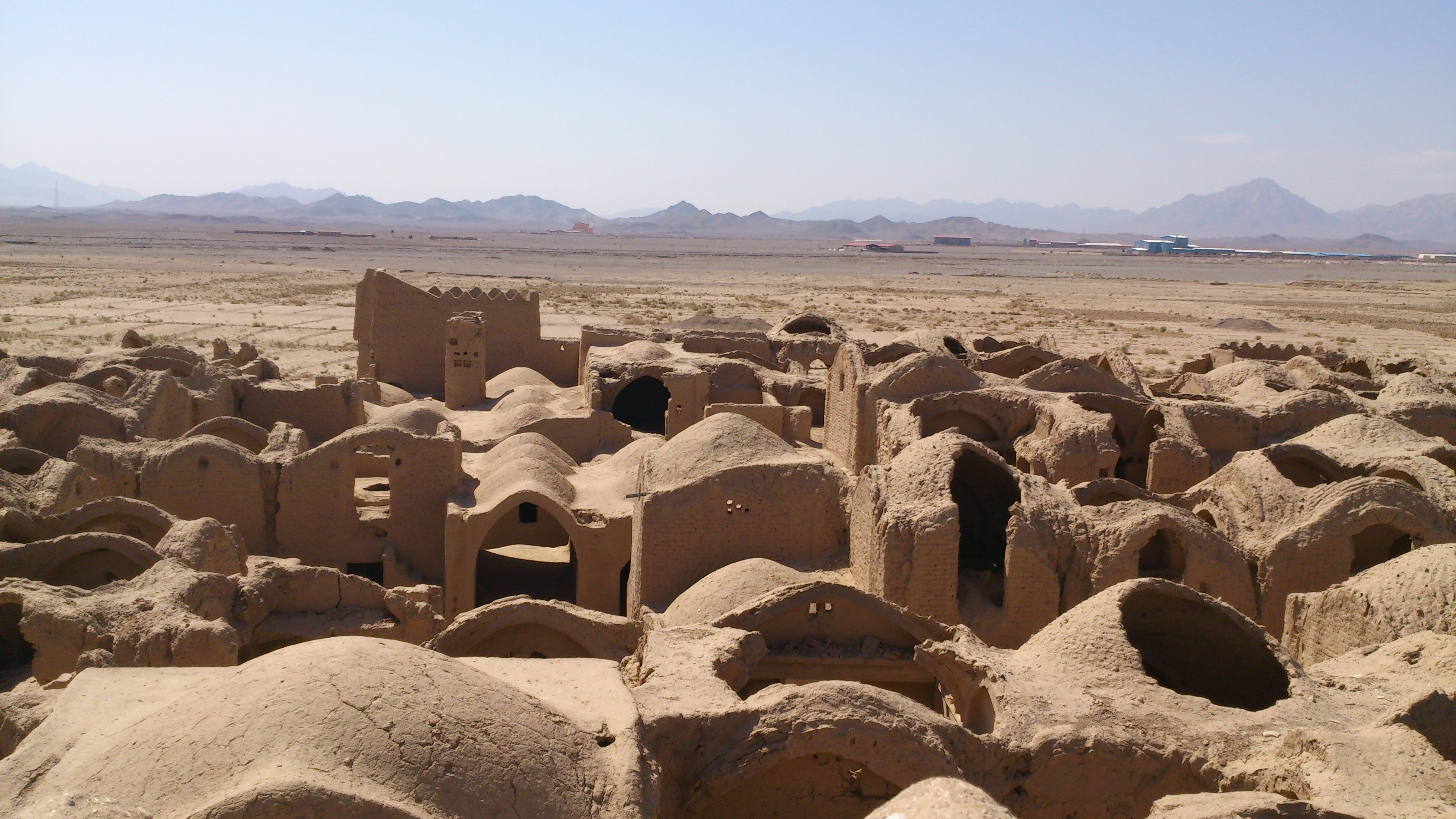
قلعه سریزد
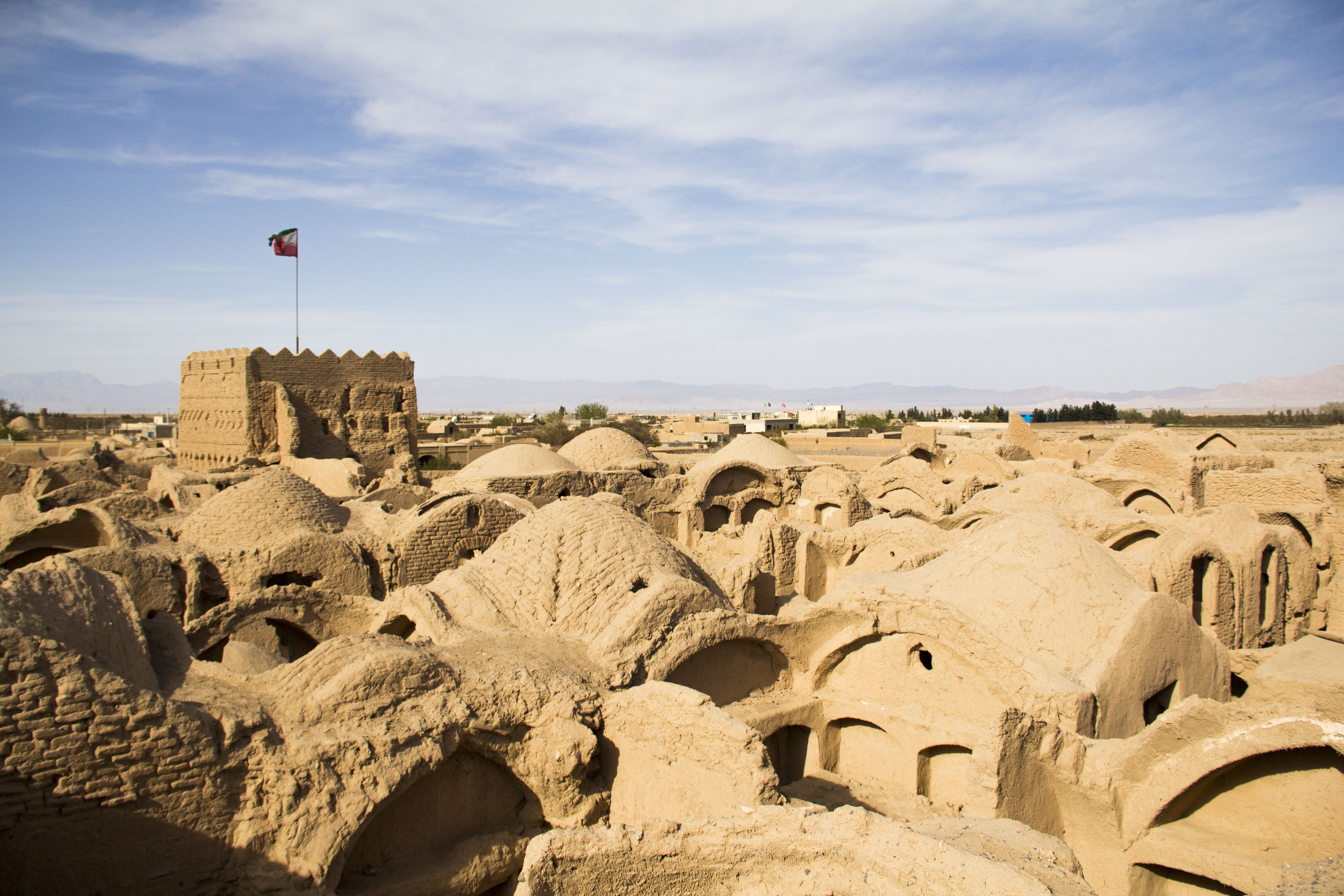
قلعه سریزد
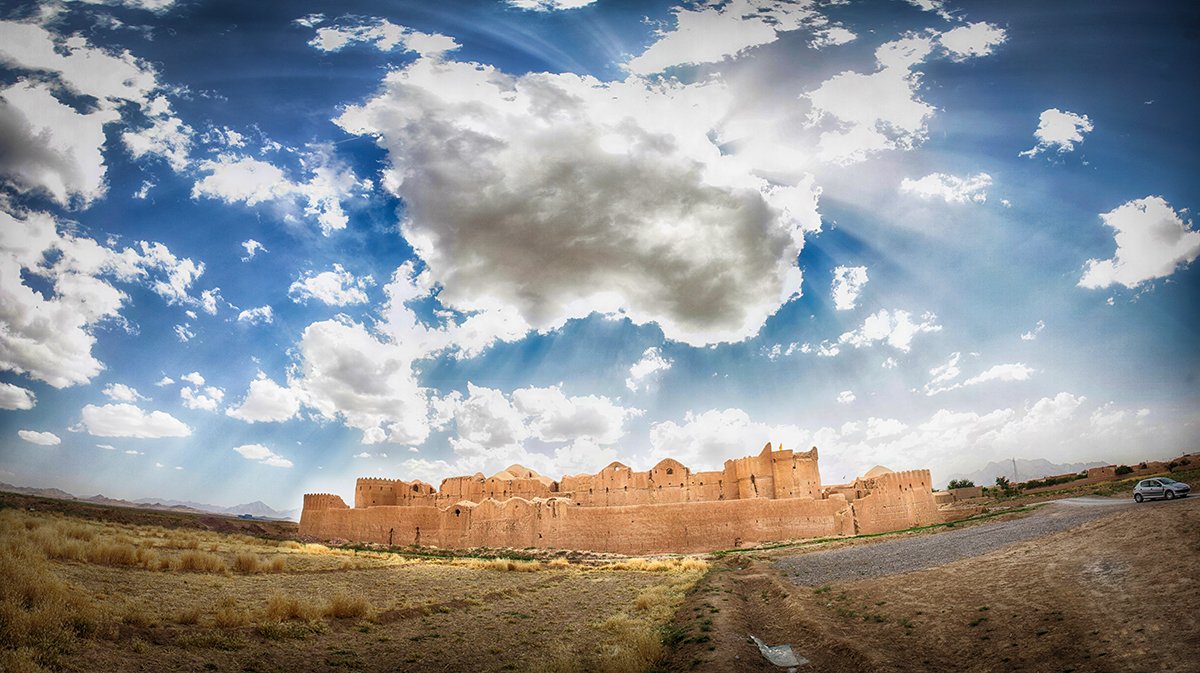
قلعه سریزد
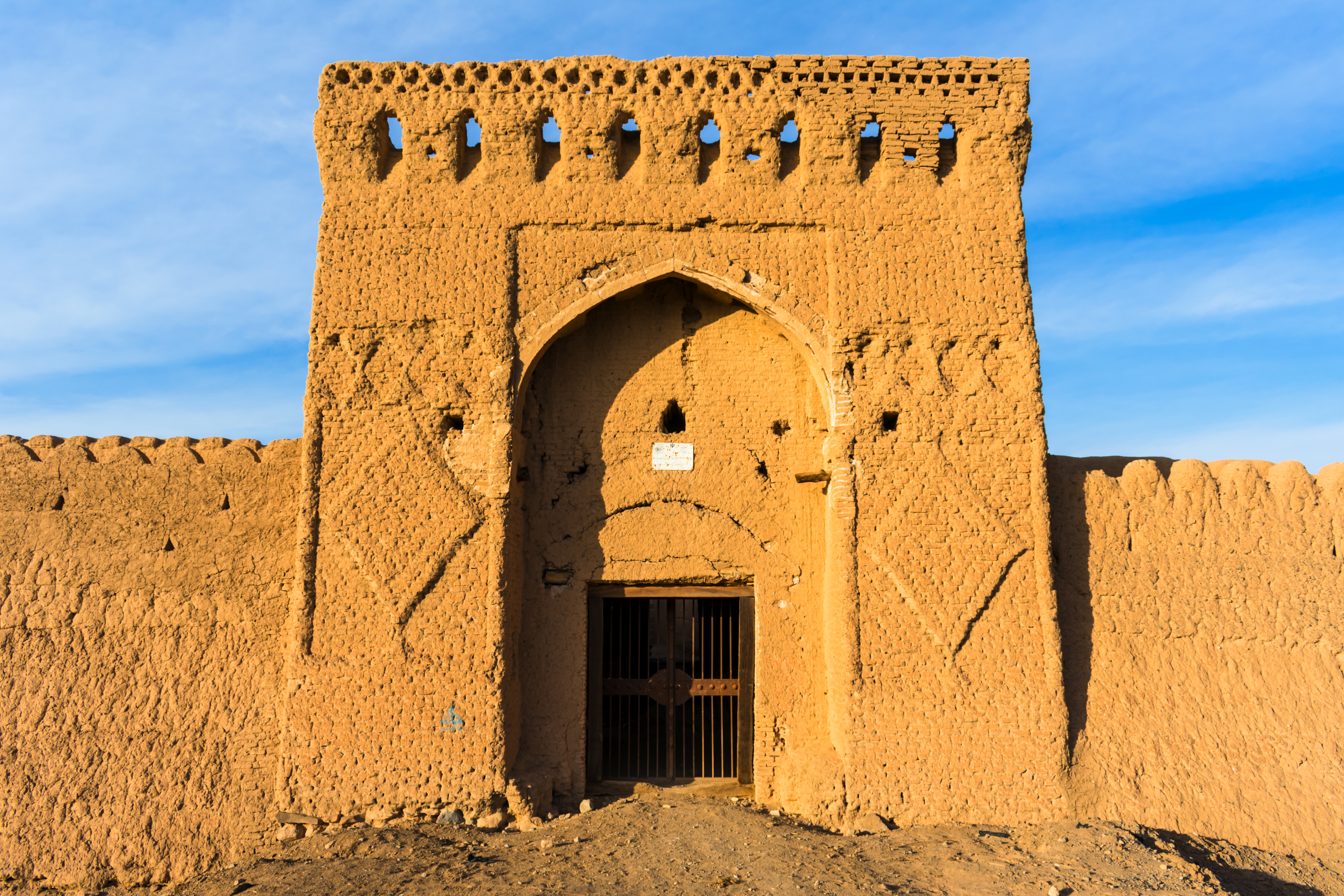
قلعه سریزد
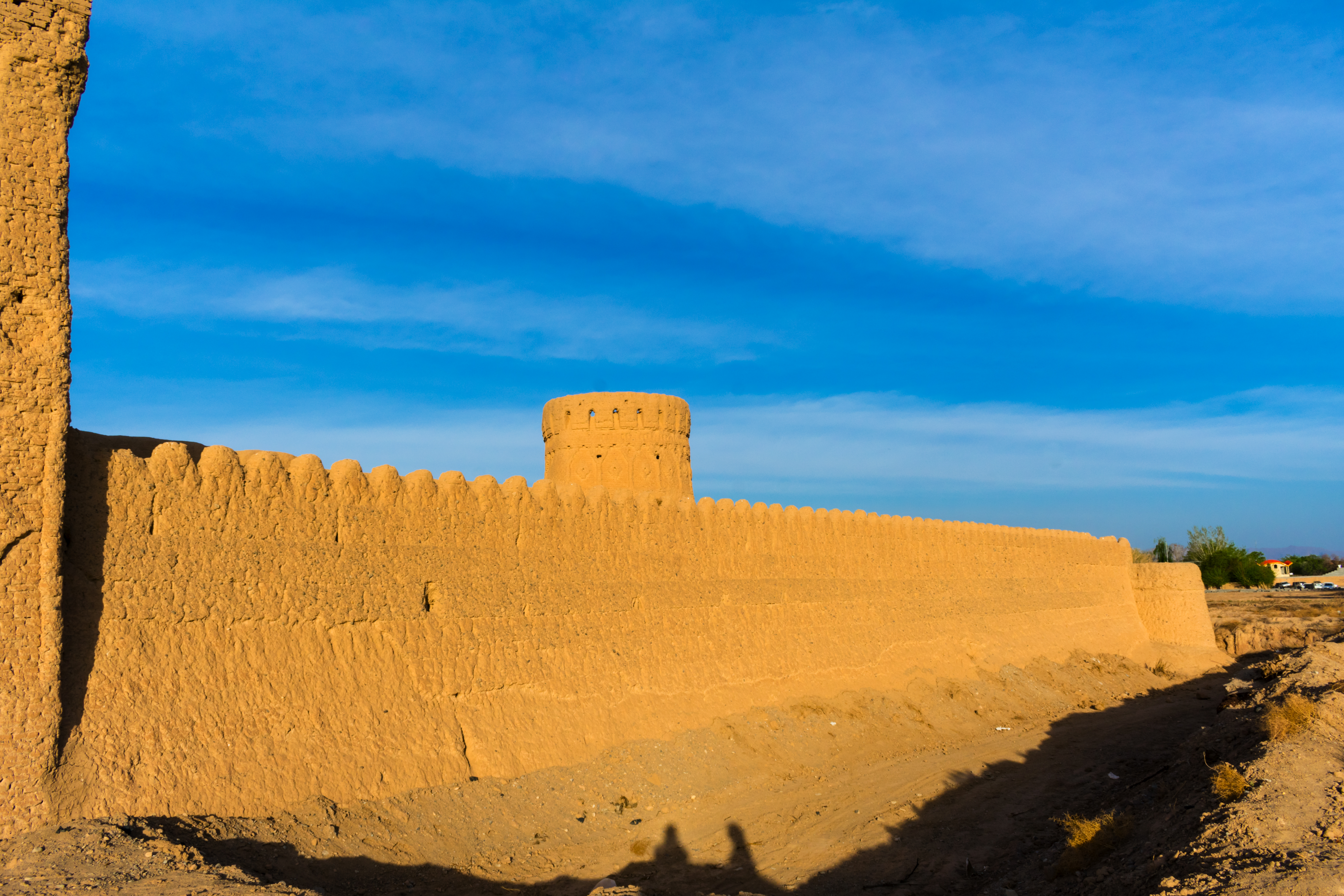
قلعه سریزد
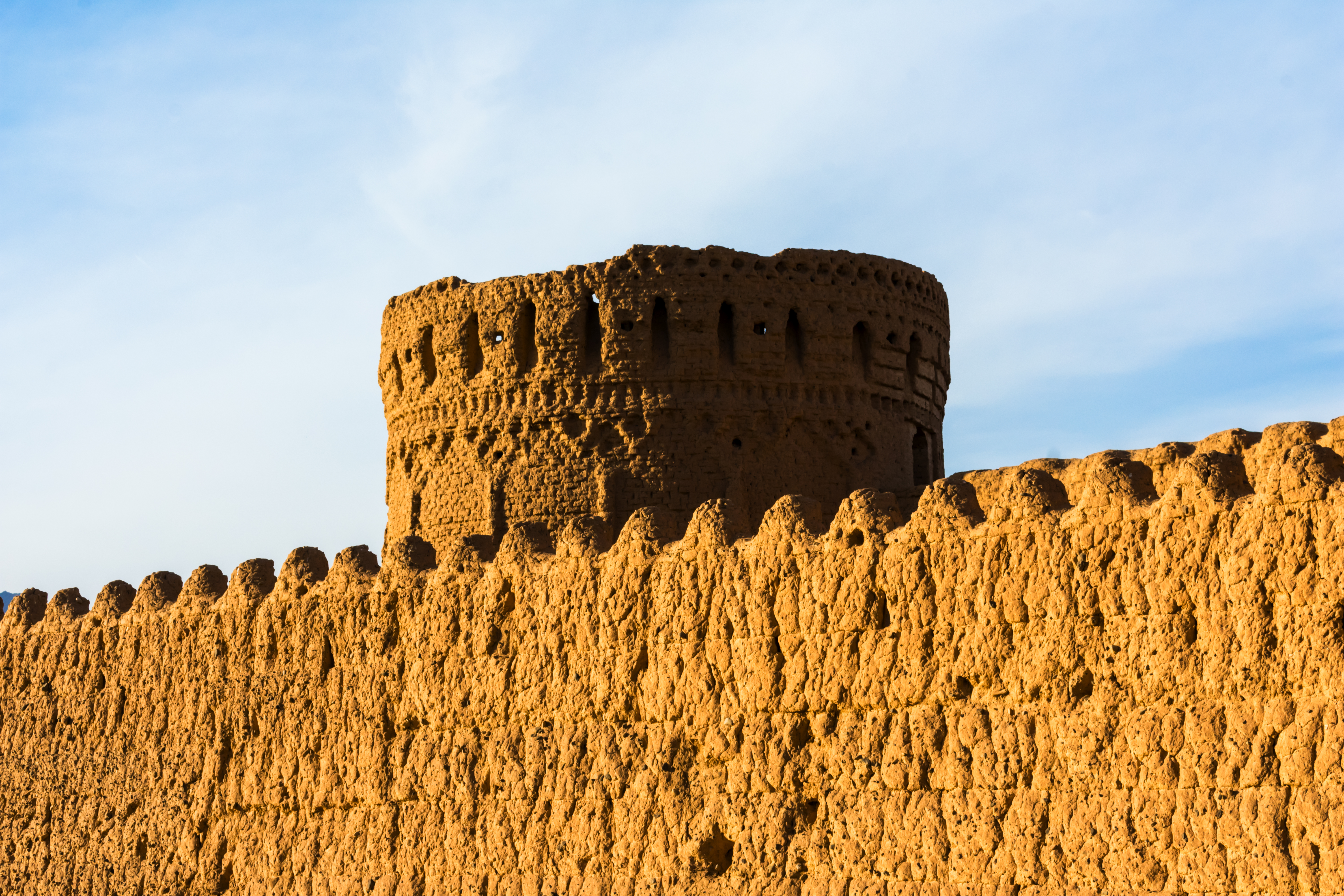
قلعه سریزد